# メディア教育開発センター
独立行政法人メディア教育開発センター（どくりつぎょうせいほうじんメディアきょういくかいはつセンター、英: National Institute of Multimedia Education 略称: NIME）は、多様なメディアを高度に利用して行う教育に関する事業を行っていた文部科学省所管の独立行政法人。
文部科学省の大学共同利用機関メディア教育開発センターの法人化にあたり、独立行政法人メディア教育開発センター法（平成15年法律第116号）に基づき2004年（平成16年）4月1日に設立された。独立行政法人整理合理化計画により2009年（平成21年）3月31日に廃止され、その後の業務は放送大学学園に移管された。
独法化から廃止まで、理事長は清水康敬（東京工業大学名誉教授）がその任に当たっていた。

## 概要
メディア教育開発センターの目的は大学及び高等専門学校における多様なメディアを高度に利用して行う教育の内容、方法等の研究及び開発並びにその成果の普及等を行うことにより、大学及び高等専門学校における教育の発展に資することとされていた（独立行政法人メディア教育開発センター法第3条）。
前記の目的を達成するために、平成16年度から20年度までの5年間の中期目標が与えられており、それに対する中期計画を立て、年度の計画に基づいて業務を進めていた。
センターの業務は、研究開発業務、普及促進業務、大学院教育に関する業務、その他の業務に分けられる。研究開発業務としては、『e-Learning』の支援研究をはじめ、多様なメディアを利用した教育の内容や方法に関する研究開発などであった。また普及促進業務としては、高等教育を中心とした教育情報ポータルの運用をはじめ、教育用ツール開発・普及、教育用コンテンツ開発・普及、SCS（スペース・コラボレーション・システム）等による教育通信ネットワークの運用を行っていた。さらに、セミナーやフォーラム、国際シンポジウムなどを開催していた。学術研究誌としての「メディア教育研究」の発行と共に、研究成果の報告書とニューズレターを刊行して、関係機関に配布していた。
メディア教育開発センターは大学と連携して大学院教育も担当していた。特に総合研究大学院大学の基盤機関として同大学院文化科学研究科メディア社会文化専攻をセンター内に設けており若干名の大学院生を指導していた。
さらに、大学等が参加している12のコンソーシアムから構成される「IT教育支援協議会」と「教育に関する著作権協議会」の事務局を担い、新しい展開や政策提言について検討を行っていた。

## 業務内容

### 研究開発・調査事業
- NIME-glad, GLOBE
- ツール開発
- コンテンツ開発
- 教育用コンテンツ
- ICT活用教育の情報収集・分析
- ICT教育の調査分析
- e-ラーニングセミナーの開催
- 衛星通信ネットワーク
- ICT教育の基礎的研究
- 研究開発プロジェクト

### 国際連携
- Globe及び韓国情報院との連携。
- ICT活用教育支援協議会（コンソーシアム推進）

## 整理合理化の目的
コンテンツ制作はトップダウン型になじむものとなじまないものがある。特に教育関連のコンテンツはトップダウン型になじまないとされ、現場教育の工夫によって改善が可能であるとされたことから、整理・合理化の対象になった。
なお、表記中ICTとあるのは、Information and Communication Technology 情報通信技術のことである。その一環として行われた、各教育用コンテンツにセマンティックタグを付与したり、検索用データを付与するためには巨額の費用がかかる。これらの基本的な標準化を終了したことなどから、本法人の目的は終了したとして、整理・合理化となった。
従来から行われていた総合研究大学院大学のメディア専攻としての研究教育は継続されたが、その後廃止された。それ以外の一切の業務、コンソーシアム、ICT教育用のツール開発・コンテンツ制作及びICT教育の基礎研究などは放送大学学園に継承された。
放送大学学園に継承された業務は放送大学 ICT活用・遠隔教育センターに引き継がれた。同センターは2013年（平成25年）4月に教育支援センターに、2017年（平成29年）4月にオンライン教育センターに改組されている。

## 沿革
- 1978年（昭和53年）10月 - 国立大学共同利用機関 放送教育開発センターを設置
- 1989年（平成元年）6月 - 大学共同利用機関 放送教育開発センターに改称
- 1997年（平成9年）4月 - 大学共同利用機関 メディア教育開発センターに改称
- 2001年（平成13年）4月1日 - 総合研究大学院大学大学院文化科学研究科にメディア社会文化専攻を設置
- 2004年（平成16年）4月1日 - 独立行政法人 メディア教育開発センターへ移行
- 2005年（平成17年）3月28日 - 能力開発学習ゲートウェイNIME-gladを開設
- 2009年（平成21年）3月31日 - 独立行政法人 メディア教育センター解散、業務は放送大学学園へ承継